# Past Times with Good Company
Past Times with Good Company is een livealbum van Blackmore's Night.

## Nummers
Cd 1:
1. "Shadow of the Moon" - 10:56
2. "Play Minstrel Play" - 4:34
3. "Minstrel Hall" - 5:43
4. "Past Time with Good Company" - 7:04
5. "Fires at Midnight" - 12:28
6. "Under a Violet Moon" - 5:01
7. "Soldier of Fortune" - 4:21

Cd 2:
1. "16th Century Greensleeves" - 4:44
2. "Beyond the Sunset" - 5:28
3. "Morning Star" - 6:09
4. "Home Again" - 6:32
5. "Renaissance Faire" - 5:07
6. "I Still Remember" - 7:03
7. "Durch den Wald zum Bachhaus" - 3:11
8. "Writing on the Wall" - 6:00
9. "Fires at Midnight" (akoestische liveversie, bonusnummer) - 9:50
10. "Home Again" (studioversie in het Grieks, bonusnummer) - 5:17